# Australian Open de 1990
O Australian Open de 1990 foi um torneio de tênis disputado nas quadras duras do Flinders Park, em Melbourne, na Austrália, entre 15 e 28 de janeiro. Corresponde à 22ª edição da era aberta e à 78ª de todos os tempos.

## Finais

### Profissional
| Categoria | Evento    | Campeã(s)(o/ões)            | Vice-campeã(s)(o/ões)            | Resultado          | Chave(s)  | Chave(s)       |
| --------- | --------- | --------------------------- | -------------------------------- | ------------------ | --------- | -------------- |
| Simples   | Masculino | Ivan Lendl                  | Stefan Edberg                    | 4–6, 7–6, 5–2, ab. | principal | qualificatório |
| Simples   | Feminino  | Steffi Graf                 | Mary Joe Fernández               | 6–3, 6–4           | principal | qualificatório |
| Duplas    | Masculino | Pieter Aldrich Danie Visser | Grant Connell Glenn Michibata    | 6–4, 4–6, 6–1, 6–4 | principal | principal      |
| Duplas    | Feminino  | Jana Novotná Helena Suková  | Patty Fendick Mary Joe Fernandez | 7–65, 7–66         | principal | principal      |
| Duplas    | Misto     | Natasha Zvereva Jim Pugh    | Zina Garrison Rick Leach         | 4–6, 6–2, 6–3      | principal | principal      |

### Juvenil
| Categoria | Evento    | Campeã(s)(o/ões)                 | Vice-campeã(s)(o/ões)                | Resultado     | Chave(s)  | Chave(s)       |
| --------- | --------- | -------------------------------- | ------------------------------------ | ------------- | --------- | -------------- |
| Simples   | Masculino | Dirk Dier                        | Leander Paes                         | 6–4, 7–6      | principal | qualificatório |
| Simples   | Feminino  | Magdalena Maleeva                | Louise Stacey                        | 7–5, 6–7, 6–1 | principal | qualificatório |
| Duplas    | Masculino | Roger Pettersson Marten Renström | Robert Janecek Ernesto Munoz de Cote | 4–6, 7–6, 6–1 | principal | principal      |
| Duplas    | Feminino  | Rona Mayer Limor Zaltz           | Justine Hodder Nicole Pratt          | 6–4, 6–4      | principal | principal      |